# Tiffany Bias
Tiffany Bias (* 22. Mai 1992 in Wichita, Kansas) ist eine US-amerikanisch-thailändische Basketballspielerin.

## Karriere
Vor ihrer professionellen Karriere in der WNBA spielte Bias von 2010 bis 2014 College-Basketball für die Oklahoma State University. Sie wurde beim WNBA Draft 2014 an 14. Stelle von Phoenix Mercury ausgewählt, mit denen sie im selben Jahr die WNBA-Meisterschaft gewann. Danach spielte sie für die Dallas Wings (2006) und New York Liberty (2019).
In der WNBA-Off-Season spielte Bias für den ungarischen Verein Diósgyőri VTK, mit dem sie 2016 ungarische Meisterin wurde, und für Maccabi Ra’anana in Israel.